# Obniżenie Cholerzyńskie
Obniżenie Cholerzyńskie (512.32) – mezoregion fizycznogeograficzny w południowej Polsce, północno-zachodnia część Bramy Krakowskiej. Graniczy od północy z Garbem Tenczyńskim, Rowem Krzeszowickim i Wyżyną Olkuską, od wschodu z Płaskowyżem Proszowickim, od południa z Pomostem Krakowskim i Rowem Skawińskim a od zachodu z Doliną Górnej Wisły.
Region jest tektonicznym obniżeniem zbudowanym z iłów mioceńskich, pokrytych m.in. lessem. Obniżenie Cholerzyńskie ma kształt równiny i jest położone 40–50 m nad dnem doliny Wisły.
Region zajmują m.in. północno-zachodnie dzielnice Krakowa. Nazwa pochodzi od wsi Cholerzyn.